# Johannes van Oort

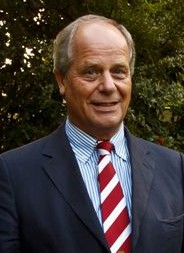
Johannes van Oort (2012)

Johannes van Oort (* 4. September 1949) ist ein niederländischer Theologe, Kirchen- und Religionshistoriker.

## Leben
Er studierte Latein und Griechisch und anschließend Theologie an der Universität Utrecht. Er ist seit 1972 in der Hochschulbildung tätig, von 1980 bis 1983 als wissenschaftlicher Mitarbeiter für Kirchengeschichte in Utrecht und von 1983 bis 1987 als Universitätsdozent für Religionspädagogik und Didaktik an derselben Universität. 1992 wurde er zum Dozenten für Kirchengeschichte und Geschichte der christlichen Lehre an der Universität Utrecht ernannt. 1999 wurde van Oort zum außerordentlichen Professor für Gnosis in Nimwegen ernannt, wo er 2000 zum ordentlichen Professor ernannt wurde.

## Schriften (Auswahl)
- Jerusalem and Babylon. A study into Augustine’s City of God and the sources of his doctrine of the two cities. Leiden 1991, ISBN 90-04-09323-0.
- Augustinus’ confessiones. Gnostische en christelijke spiritualiteit in een diepzinnig document. Turnhout 2002, ISBN 2-503-52201-7.
- als Herausgeber mit Otto Wermelinger und Gregor Wurst: Augustine and Manichaeism in the Latin West. Proceedings of the Fribourg-Utrecht symposium of the International Association of Manichaean Studies (IAMS). Leiden 2012, ISBN 978-90-04-22685-2.
- als Herausgeber mit Christoph Markschies: Zugänge zur Gnosis. Akten zur Tagung der Patristischen Arbeitsgemeinschaft vom 02.–05.01.2011 in Berlin-Spandau. Leuven 2013, ISBN 978-90-429-2717-9.